# Monte Czegka
Il Monte Czegka (in lingua inglese: Mount Czegka) è una montagna antartica alta 2.270 m, situata sul fianco orientale del Ghiacciaio Scott, appena a nord della parte terminale del Ghiacciaio Van Reeth, nei Monti della Regina Maud, in Antartide. 
Il monte fu scoperto nel dicembre 1934 dal gruppo geologico guidato da Quin Blackburn, che faceva parte della seconda spedizione antartica dell'esploratore polare statunitense Byrd.
La denominazione è stata assegnata dallo stesso Byrd in onore di Victor H. Czegka (1880–1973), warrant officer degli United States Marine Corps, che aveva partecipato alla prima spedizione antartica di Byrd nel 1928-30 ed era stato responsabile della logistica nella seconda spedizione di Byrd del 1933-35.